# João Gonçalves Amado
João Gonçalves Amado (1335 -?) foi um nobre do Reino de Portugal tendo sido detentor do senhorio de Penela, vila portuguesa no Distrito de Coimbra, região Centro e sub-região do Pinhal Interior Norte e alcaide-mor do Castelo de Penedono.

## Relações familiares
Foi filho de Gonçalo Mendes Amado (1300 -?) e de Maria Anes de Fornelos (1310 -?) filha de João Fernandes de Castro (1275 -?) e de Rica Fernandes Torrichão (1280 -?). Casou com Elvira Martins de Alvelos (1345 -?) filha de Martim Domingues (1320 -?) e de Maria Esteves (c. 1320 -?), de quem teve:
1. Vasco Anes Amado casou com Teresa Gonçalves Galafura;
2. Inês Anes de Vasconcelos;
3. Lourenço Anes Amado (1370 -?) casou com Senhorinha Anes Ferreira;
4. Elvira Anes;
5. Domingos Amado.